# كال روبرتس
كال روبرتس (بالإنجليزية: Callum Roberts)‏ (14 أبريل 1997 في المملكة المتحدة - ) هو لاعب كرة قدم بريطاني في مركز الهجوم. لعب مع نيوكاسل يونايتد ونادي غيتزهد.

## وصلات خارجية
- كال روبرتس على موقع قاعدة بيانات كرة القدم.إي يو (الإنجليزية)
- كال روبرتس على موقع Soccerbase.com (لاعب) (الإنجليزية)
- كال روبرتس على موقع Soccerway.com (الإنجليزية)
- كال روبرتس على موقع AS.com (الإسبانية)